# Икономика на Дания
Икономиката на Дания е малка, силно развита, диверсифицирана, модерна и добре интегрирана в световната търговия, което се обуславя от географското ѝ разположение в най-проспериращия регион на Европа. Базирана е основно на услуги, търговия и производство, и в много по-малка степен на земеделие и риболов. Характеризира се с висок стандарт на живот. По размер на Брутен вътрешен продукт на глава от населението, се нарежда на едно от първите места в света. Средата за правене на бизнес в скандинавската държава е силно атрактивна, но в същото време и с високи оперативни разходи, въпреки че са въведени редица данъчни облекчения. Безработицата е на ниски нива, което обуславя и растящата нужда от квалифициран персонал. Налице е монетарна стабилност.
Защитата на правата на собственост, в това число и интелектуална, строго се спазва, като гарант за нея е съдебната система.
Общата данъчна тежест се равнява на 45,9% от доходите на домакинствата. През последните години правителството преразпределя около 53% от БВП на страната, бюджетния дефицит се равнява на 0,7% от БВП, а публичният дълг – 36,4% от БВП (2017).
Най големият търговски партньор на северната държава е Германия, следвана от Швеция, Великобритания и Норвегия. Други важни търговски партньори извън Европа са САЩ и Япония.
Правителството на Дания се стреми да регулира икономическите дейности и инфлацията, провеждайки фискална политика. Монетарната политика до голяма степен е насочена към поддържане на стабилен обменен курс за Датската крона.
Дания е дом на компании, световни лидери във фармацевтичната индустрия, корабоплаването, производството на енергия от възобновяеми източници и високотехнологичното земеделие.